# 渋河兼守
渋河 兼守（しぶかわ かねもり、生没年不詳）は、鎌倉時代の武士。渋河兼忠の子。刑部六郎。

## 人物
建保元年（1213年）2月、泉親衡の謀反(泉親衡の乱)に加担したとされ、捕らえられ、安達景盛に預けられる。後日死罪となった兼守は、和歌十首を詠んで荏柄天神社へ奉納した。この歌を見た将軍源実朝が感動し、兼守の罪を赦した。兼守はこれに報いて歌ノ橋（鎌倉十橋）を作った。承久の乱で死去。